# دروازه (ارتباطات)
در ارتباطات، دروازه به گره‌ای از یک شبکه برای میانجی‌گری با شبکه‌ای دیگر که از پروتکل‌های دیگری بهره می‌برد، گفته می‌شود. در اینجا گره به معنای ابتدا یا انتهای مسیر حرکت است.

یعنی قسمتی از یک شبکه که برای ارتباط با شبکه‌ای دیگر به کار می‌رود.

## دروازه (رایانه)
یک دروازه پیش‌فرض، گره یا رهیابی (router) است بر روی شبکه رایانه‌ای که به عنوان نقطه دسترسی به شبکه‌ای دیگر به کار برده می‌شود. در اینجا گره به معنای آغاز یا پایان مسیر حرکت است.

در خانه‌ها بیشتر به ISPها که کاربر را به اینترنت پیوند می‌دهند گفته می‌شود.